# Майкл Массер
Майкл Массер (англ. Michael Masser) — американський композитор і продюсер.

## Життєпис
Народився в єврейській родині в Чикаго. Навчався в юридичному коледжі Іллінойського університету. Але він відмовився від кар'єри адвоката, перетерпів злидні і розпад сімʼї - тільки щоб професійно займатися музикою, писати пісні.

## Кар'єра
Популярність отримав, співпрацюючи з Дайаною Росс, він написав — для неї хіт «Touch Me In The Morning» в 1973 році. У 1975 році він став співавтором пісні Theme from Mahogany (Do You Know Where You're Going To), яка була номінована на премію Оскар як краща пісня до фільму. У 1980-і роки відкрив молоду виконавицю Вітні Х'юстон, він написав для неї такі хіти як «Didn't We Almost Have It All», «Saving All My Love for You», «All at Once» і «The Greatest Love of All».
Також у різний час він працював з такими артистами як Джордж Бенсон, Роберта Флек, Наталі Коул, Дотті Вест, Джуді Коллінз, Барбра Стрейзанд. У 2007 році був включений до Зали слави авторів пісень.